# ليزلي غريس
ليزلي غريس (بالإنجليزية: Leslie Grace)‏ هي مغنية أمريكية، ولدت في 7 يناير 1995 في ذا برونكس في الولايات المتحدة.

## وصلات خارجية
- ليزلي غريس على موقع IMDb (الإنجليزية)
- ليزلي غريس على موقع ألو سيني (الفرنسية)
- ليزلي غريس على موقع ميوزك برينز (الإنجليزية)
- ليزلي غريس على موقع أول ميوزيك (الإنجليزية)
- ليزلي غريس على موقع ديسكوغز (الإنجليزية)
- ليزلي غريس على موقع قاعدة بيانات الفيلم (الإنجليزية)